# 바디아 마사브니
바디아 마사브니(아랍어: بديعة مصابني‎ 영어: Badia Masabni, 본명: 와디하 마사브니(아랍어: وديعة مصابني, 영어: Wadiha Masabni), 1892년 2월 1일 ~ 1974년 7월 23일)는 시리아와 레바논의 배우, 무용가, 가수이다. 1920년대에 이집트 카이로에서 나이트클럽, 카바레를 운영했으며 이름을 알렸다. 사미아 가말, 타헤이야 카리오카를 비롯한 이집트 출신의 무용가들이 경력을 시작하는 계기가 되었기 때문에 현대 벨리댄스의 토대를 만든 인물로 여겨지기도 한다.

## 생애
바디아 마사브니는 1892년 2월 1일에 오스만 제국의 지배를 받고 있던 시리아 다마스쿠스에서 레바논인 아버지와 시리아인 어머니의 딸로 태어났다. 7남매 가운데 하나였던 마사브니는 정통 기독교 신자였고 그의 아버지는 비누 공장을 운영하고 있었다. 하지만 마사브니의 어린 시절에 아버지가 사망하면서 가족들의 재정 상태는 급격히 악화되었고 마사브니는 학업을 중단할 수 밖에 없었다.
마사브니는 7세 시절에 강간을 당했는데 그의 어머니는 강하게 대응했다. 하지만 가해자가 재판을 통해 유죄 판결을 받으면서 가족들은 다마스쿠스에서 배척을 당하고 역설적으로 수치심을 느끼게 된다. 이 사건이 일어난 다음에 그의 가족들은 시리아를 떠나 아르헨티나로 이주했고 제1차 세계 대전 시기에 시리아 다마스쿠스로 돌아왔다. 하지만 그의 가족들에 대한 배척은 계속되었다고 한다. 마사브니는 결혼도 할 수 없었고 안정된 직장을 구할 수도 없었기 때문에 다마스쿠스를 떠나 레바논 베이루트로 이주했고 그 곳에서 예술 활동을 시작하게 된다.
마사브니는 프랑스 출신의 여성이 운영하던 레바논 베이루트의 카바레에서 노래하고 춤을 추었다. 또한 이집트의 영화 배우이자 영화 감독인 나기브 엘리하니를 만났는데 엘리하니는 마사브니의 남편이 되었고 이들 부부는 이집트에 정착하게 된다. 마사브니는 "나는 마음 속으로 이집트로 가기로 결심했습니다. 나는 거기에서 춤추고 노래할 수 있을 것이라고 확신했기 때문입니다. 이집트는 동양 예술의 온상이었고 유명한 가수들이 몇 명 있었다고 합니다."라고 밝혔다.
마사브니는 1926년에 이집트 알렉산드리아에 무도장과 공연장을 열었고 1930년에는 이집트 기자에도 무도장과 공연장을 열었다. 1930년대에는 이집트 카이로가 이러한 유형을 가진 공연의 수도가 되었는데 이 시기에 활동했던 이집트의 무용가들이 벨리댄스를 통해 이름을 알렸기 때문이다. 특히 사미아 가말, 타헤이야 카리오카를 비롯한 무용가들은 마사브니가 운영하던 나이트클럽, 카바레에서 활동하면서 고전 발레 강사들의 훈련을 받았고 공연에 적합한 동작(동작, 아라베스크, 턴 등), 동양적인 몸짓(골반과 몸통의 움직임)을 접목시킨 무용 공연을 진행했다. 삼바, 룸바, 뮤직 홀, 뮤지컬, 오페레타를 비롯한 서양적인 춤은 이집트나 시리아의 전통 춤과 공존하거나 방해가 되는 것으로 여겨졌는데 마사브니는 무대에서 이러한 공연을 진행했다. 또한 전간기에 제작된 이집트의 여러 영화 작품에도 출연하기도 했다.
마사브니는 사업가로서 자신이 운영하던 시설을 관리했다. 마사브니는 영화가 실패하면서 더 어려운 시기를 보낸 다음에 1940년 또는 조금 더 이른 시기에 카이로 중심부에 건립된 카지노 오페라의 전설적인 홀인 케디발 오페라 근처에 사업장을 열었다. 제2차 세계 대전이 발발하면서 객실에는 고객들이 추가로 생겼는데 마사브니는 "제2차 세계 대전은 이집트의 예술 생활에 새로운 무대가 시작되었음을 의미합니다. 외국에서 온 병사들이 대거 몰려드면서 휴양지들은 막대한 수익을 올렸는데 우리는 많은 고객들을 어떻게 해야 할 지 몰랐습니다."라고 밝혔다.
마사브니는 1955년경에 활동을 중단하고 레바논에서 사업을 마치기 위해 귀국했다. 마사브니는 1974년 7월 23일에 레바논 자흘레에서 향년 82세를 일기로 사망했다. 1975년에는 이집트에서 하산 알이맘 감독에 의해 그를 주제로 한 뮤지컬 영화 《바디아 마사브니》가 개봉되었는데 이집트의 배우인 나디아 루트피가 마사브니 역할을 맡았다.